# Herbie Hancock
Herbert Jeffrey Hancock (sinh ngày 12 tháng 4 năm 1940) là nghệ sĩ piano, nhạc sĩ, nhà sản xuất thu âm và diễn viên người Mỹ. Hancock bắt đầu sự nghiệp của mình khi chơi cùng Donald Byrd. Sau đó, ông gia nhập ban nhạc Miles Davis Quintet, trực tiếp góp phần định nghĩa lại nhịp trong thể loại nhạc jazz, rồi sau đó trở thành một trong những trụ cột của thể loại post-bop. Trong thập niên 1970, âm nhạc của ông chuyển sang jazz fusion, funk và electro-funk.
Các tác phẩm nổi tiếng nhất của Hancock là "Cantaloupe Island", "Watermelon Man" (sau này được rất nhiều nghệ sĩ trình diễn lại, có thể kể tới Mongo Santamaría), "Maiden Voyage", "Chameleon" và các đĩa đơn "I Thought It Was You" và "Rockit". Album River: The Joni Letters (2007) của ông được trao Giải Grammy cho Album của năm, trở thành album nhạc jazz thứ hai trong lịch sử giành được giải thưởng này sau album Getz/Gilberto vào năm 1965.

## Danh sách đĩa nhạc

### Album phòng thu
- Takin' Off (1962)
- My Point of View (1963)
- Inventions and Dimensions (1963)
- Empyrean Isles (1964)
- Maiden Voyage (1965)
- Speak Like a Child (1968)
- The Prisoner (1969)
- Fat Albert Rotunda (1969)
- Mwandishi (1971)
- Crossings (1972)
- Sextant (1973)
- Head Hunters (1973)
- Dedication (1974)
- Thrust (1974)
- Man-Child (1975)
- Flood (1975)
- Secrets (1976)
- Third Plane (1977)
- Herbie Hancock Trio (1977)
- Sunlight (1978)
- Directstep (1979)
- The Piano (1979)
- Feets, Don't Fail Me Now (1979)
- Monster (1980)
- Mr. Hands (1980)
- Magic Windows (1981)
- Herbie Hancock Trio (1982)
- Quartet (1982)
- Lite Me Up (1982)
- Future Shock (1983)
- Sound-System (1984)
- Village Life (1985)
- Perfect Machine (1988)
- A Tribute to Miles (1994)
- Dis Is da Drum (1994)
- The New Standard (1996)
- 1+1 (1997)
- Gershwin's World (1998)
- Future2Future (2001)
- Possibilities (2005)
- River: The Joni Letters (2007)
- The Imagine Project  (2010)

## Danh sách phim
| Năm  | Tiêu đề                                     | Vai diễn                   | Ghi chú                  |
| ---- | ------------------------------------------- | -------------------------- | ------------------------ |
| 1981 | Concrete Cowboys                            | Gideon                     | Tập "The Wind Bags"      |
| 1985 | The New Mike Hammer                         | Bản thân                   | Tập "Firestorm"          |
| 1986 | Round Midnight                              | Eddie Wayne                |                          |
| 1988 | Branford Marsalis Steep                     | Bản thân                   |                          |
| 1993 | Indecent Proposal                           | Bản thân                   |                          |
| 1995 | Invisible Universe                          | Người đọc thơ (lồng tiếng) | Trò chơi điện tử         |
| 2002 | Hitters                                     | Luật sư                    |                          |
| 2014 | Girl Meets World                            | Catfish Willie Slim        | Tập "Girl Meets Brother" |
| 2015 | Miles Ahead                                 | Bản thân                   |                          |
| 2016 | River of Gold                               | Dẫn truyện                 | Phim tài liệu            |
| 2017 | Valerian and the City of a Thousand Planets | Bộ trưởng                  |                          |

## Phim trình diễn trực tiếp
- 2000: DeJohnette, Hancock, Holland và Metheny – Live in Concert
- 2002: Herbie Hancock Trio: Hurricane! cùng Ron Carter và Billy Cobham[2]
- 2002: The Jazz Channel Presents Herbie Hancock (BET on Jazz) cùng Cyro Baptista, Terri Lynne Carrington, Ira Coleman, Eli Degibri và Eddie Henderson (thu âm năm 2000)
- 2004: Herbie Hancock – Future2Future Live
- 2005: Herbie Hancock's Headhunters Watermelon Man (Live in Japan)
- 2006: Herbie Hancock – Possibilities cùng John Mayer, Christina Aguilera, Joss Stone, và nhiều nghệ sĩ khác

## Sách
- Herbie Hancock: Possibilities (2014) ISBN 978-0-670-01471-2